# Kwong Wa Yit Poh
Kwong Wa Yit Poh  (Chinees: 光華日報, Hanyu pinyin: Guānghuá Rìbào) is een Chineestalige krant, die uitkomt in Maleisië. Het dagblad werd op 20 december 1910 opgericht door Sun Yat-sen. De broadsheet is gevestigd in Penang, in het noorden van het land waar het ook de meeste lezers heeft. De oplage is 100.000 exemplaren.